# Bosanskohercegovačka hokej liga
Bosanskohercegovačka hokej liga (BHL) je najviše i jedino natjecanje u BiH u hokeju na ledu. Liga je osnovana 2002. godine i trenutačno se sastoji od klubova iz Sarajeva. Klubovi su dio (uglavnom mlađe kategorije) IHL-a i IIHF kontinentalnog kupa.

## Klubovi
- HK Vukovi
- HK Medvjedi
- HK Ajkule
- HK Bosna
- Blue Bulls

## Prvaci
- 2010. HK Vukovi Stari Grad
- 2011. HK Bosna Lisice
- 2012. HK Ajkule Ilidža
- 2013. HK Vukovi Stari Grad
- 2014. HK Vukovi Stari Grad

## Vanjske poveznice
- Hokejaški savez Bosne i Hercegovine